# 及川章太郎
及川 章太郎（おいかわ しょうたろう、オイカワショータロー、1967年 - ）は、日本の脚本家、作家。
宮城県出身。1995年、Vシネマ『美姉妹』でデビューする。アンドリーム（&REAM）所属。

## 作品リスト
映画、TVドラマ、小説、絵本、ネットムービー、オリジナルビデオなど
- 美姉妹（1995）
- 富江 アナザフェイス（1999）
- 新痴漢白書3（1999）
- 投稿写真の女（1999）
- 東京ゴミ女（2000）
- 歯科医（2000）
- 真 累が淵（2001）
- 理髪店主のかなしみ（2002）
- 火星のカノン(2002）
- ガールフレンド（2004）
- 機関車先生（2004）
- せかいのおわり -world's end girl friend-（2004）
- female フィーメイル（2005）
- ZOO（2005）
- 宇宙のはじまりとおわり（2006）
- ボタ福（2007）
- ハリ系（2007）
- 恋する日曜日 第3シリーズ『41歳の春』（2007）
- 紺野さんと遊ぼう（2008）
- 週刊真木よう子（2008）
- スティッチ!（2008）
- 木曜日、彼女（ヨメ）は妖怪と浮気する。（2009）
- スティッチ! 〜いたずらエイリアンの大冒険〜（2009）
- 中学生日記『月を歩く少女』（2010）
- 中学生日記『保健室の初恋（1）保健室ウォーズ』（2010）
- 中学生日記『空白の時』（2010）
- RE；Mind（2011）
- 渇水（2022）